# Julia Kurakina

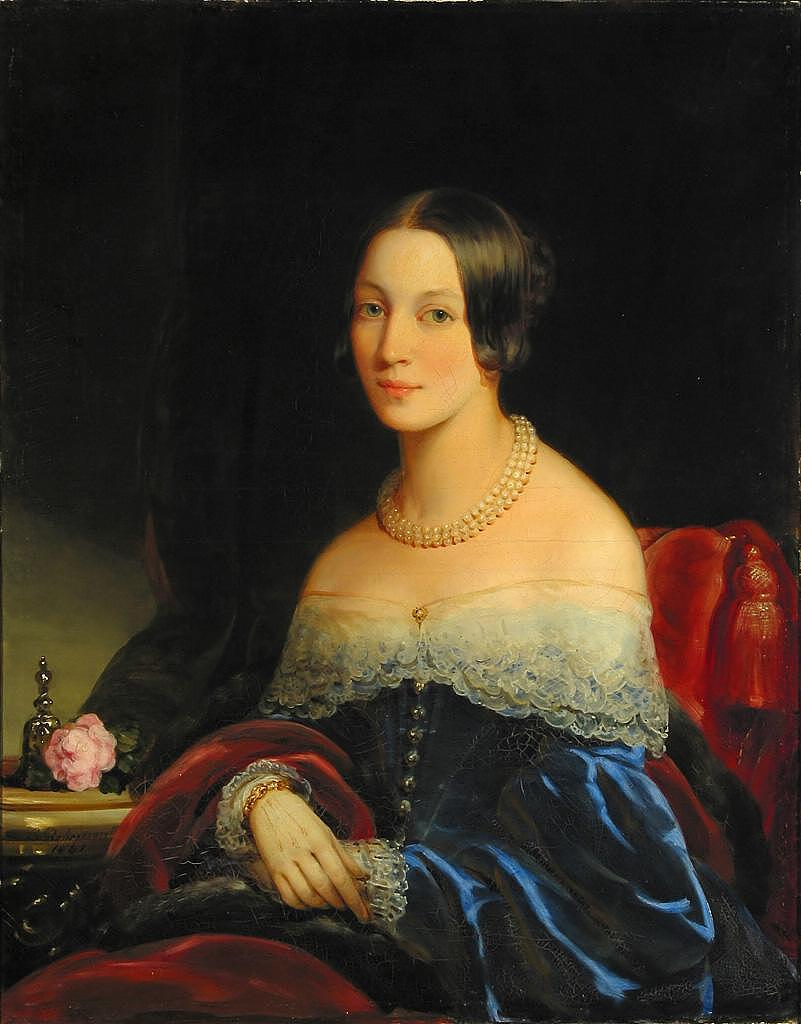
Julia Kurakina por Christina Robertson

Julia Kurakina (em russo:  Юлия Куракина; 1814-1881) foi uma nobre russa e oficial de justiça. Ela serviu como Ober-Hofmeisterin (Senhora dos Robes) ou dama de companhia sénior para a imperatriz Maria Feodorovna (Dagmar da Dinamarca) entre 1866 e 1881.

## Biografia
Ela era filha de Fjodor Sergeevich Golitsyn e Anna Alexandrovna Prozorovskaya, e neta de Sergei Fedorovich Golitsyn. Ela casou-se com o príncipe diplomata Alexei Borisovich Kurakin (1809-1872) em 1835.
Ela tornou-se dama de companhia sénior em 1866, e foi sucedida por Hélene Kotchoubey.
Maria Feodorovna considerada Kurakina quase como uma mãe.